# Arise
| 전문가 평가 | 전문가 평가 |
| 평가 점수   | 평가 점수   |
| 출처        | 점수        |
| ----------- | ----------- |
| AllMusic    | [ 2 ]       |
| Q           | [ 3 ]       |
| Select      | [ 4 ]       |

《Arise》는 1991년 로드러너 레코드가 발매한 브라질의 헤비 메탈 밴드 세풀투라의 네 번째 스튜디오 음반이다. 발매와 동시에 이 음반은 《록 하드》, 《케랑!》, 《메탈 포스》와 같은 헤비 메탈 잡지로부터 최고의 평가를 받았다. 《Arise》는 오랜 팬들 사이에서 세풀투라의 최고의 시간으로 여겨진다. 《Arise》의 음악은 대부분 그들의 이전 음반인 《Beneath the Remains》와 동일한 데스/스래시 스타일이었지만, 세풀투라 사운드가 실험적인 우위를 얻고 있음이 분명했다.
이 음반은 인더스트리얼 음악, 하드코어 펑크, 라틴 타악기와 함께 그들의 첫 번째 침입을 보여주었다. 이 음반을 지원한 투어(1991년~1992년)는 당시 39개국에서 총 220회 공연으로 그룹의 최장 기간이었다. 이 트랙 동안 이 음반은 인도네시아에서 골드를 기록했는데, 이는 이 밴드의 첫 음악 판매량 인증이었다. 투어가 끝날 무렵, 《Arise》는 전 세계적으로 플래티넘 판매를 달성했다.

## 제작
1990년 8월, 밴드는 음반 작업을 위해 플로리다주로 갔다. 스콧 번스는 프로듀서와 오디오 엔지니어로서의 역할을 반복했고, 세풀투라는 그들의 음악 스타일을 녹음할 수 있는 적절한 장비를 갖춘 그의 홈 스튜디오인 모리사운드 레코딩에 있었다. 그들의 레이블 로드러너는 40,000 달러의 예산을 승인했고, 이는 이 음반의 향상된 제작 가치를 설명하는 데 도움이 되었다. 예를 들어, 드러머 이고르 카발레라와 번스는 드럼 키트의 튜닝을 테스트하고 마이크 연습을 실험하는 데 일주일을 보냈다. 〈Troops of Doom〉의 재녹음은 첫 날에 이루어졌으나 결국 《Schizophrenia》 재발매로 발매되었다.

## 음악 스타일
비록 리드 기타리스트 안드레아스 키세르는 《Arise》가 그들의 이전 음반 《Beather the Remains》와 "많은 같은 방향을 택했다"고 말했지만, 그들의 음악은 어떻게든 바뀌었음이 분명했다. 세풀투라의 평소 급박한 페이스는 약간 누그러졌고, 드러머 이고르 카발레라는 그루브가 가득한 리듬을 사용하기 시작했다. 메탈 전문가 돈 케이에 따르면, 이 음반은 "그들의 초기 데스/스래시 사운드를 논리적인 결론에 이르게 하는 밴드를 표현했다."

## 곡 목록
모든 곡들은 세풀투라에 의해 작사/작곡하였다.
| #  | 제목                          | 재생 시간 |
| -- | ----------------------------- | --------- |
| 1. | 〈Arise〉                     | 3:18      |
| 2. | 〈Dead Embryonic Cells〉      | 4:52      |
| 3. | 〈Desperate Cry〉             | 6:40      |
| 4. | 〈Murder〉                    | 3:26      |
| 5. | 〈Subtraction〉               | 4:46      |
| 6. | 〈Altered State〉             | 6:34      |
| 7. | 〈Under Siege (Regnum Irae)〉 | 4:52      |
| 8. | 〈Meaningless Movements〉     | 4:40      |
| 9. | 〈Infected Voice〉            | 3:18      |

## 인증
| 국가                       | 인증 | 판매량/출하량 |
| -------------------------- | ---- | ------------- |
| 영국 (BPI)                 | 실버 | 60,000^       |
| ^출하량을 기반으로 한 인증 |      |               |